# مارك فيلار
مارك فيلار هو سياسي فلبيني، ولد في 14 أغسطس 1978 في مانيلا في الفلبين. نشط حزبياً في Nacionalista Party ‏.